# Tony Rice
Tony Rice, (Danville, 1951. június 8. – Reidsville, 2020. december 25.) amerikai bluegrass zenész, gitáros, dalszerző. Jelentős akusztikus gitáros volt a bluegrass műfajában. 2013-ban beiktatták az International Bluegrass Music Hall of Fame-be. Rice zenéje az akusztikus zene skáláját öleli fel a hagyományos bluegrasstól a dzsessz által befolyásolt új akusztikus zenén át a dalszerzők orientálta folkzenéig. Vezette saját zenekarát, a Tony Rice Unitot, lemezeket készített testvéreivel, Wyatt-tel, Ronnal és Larryvel, egyik salapítója volt a Bluegrass Album Bandnek.

## Pályafutása
Rice csavargó gyermekkort élt. Munkakeresés miatt családja sokat költözött, és több államban éltek, többek között Floridában, Georgiában, Texasban és Észak-Karolinában. Végül Los Angelesben, Kaliforniában telepedtek le, ahol édesapja, Herb Rice megismertette őt a bluegrass zenével. Herb Rice mandolinozott, és mind a négy fiát megtanította azon játszani. Tony és Wyatt gitározni, Larry mandolinázni, Ronnie pedig nagybőgőzni tanult meg.
Tony és testvérei a bluegrass- és a countryzene alapjait olyan Los Angeles-i zenészektől tanulták, mint például a Kentucky Colonels Band, amelyet Roland White és Clarence White vezetett. A Rice csatlakozott a Golden State Boys-hoz, egy „Kentucky Colonels Band” által inspirált együtteshez.
1960-ban, amikor Tony kilencéves volt, egy koncerten találkozott Clarence White-tal, mindenki kedvenc gitárosával. White megengedte neki, hogy kipróbálja az 1935-ös „D-28 Martin” elnevezésű híres gitárját. Ennek a hangszenek megnövelt hangnyílása volt. Rice soha nem felejtette el ezt a pillanatot. 1975-ben Rice megvásárolta ezt a gitárt. Különösen Clarence White gitárjátéka volt óriási hatással Rice-ra, aki Doc Watson a hegedű által inspirált stílusán túlmutató elemeket is adott hozzá.
Az olyan rajongókkal való találkozások, mint Ry Cooder, Herb Pedersen és Chris Hillman, megerősítették az apjától tanult zene erejét.
1971-ben Rice találkozott Kate Freemanel, akivel egy évvel később összeházasodott. Tony és Kate 1979-ben szakítottak. Tony később feleségül vette Pam Rice-ot.
1979-ben Rice kilépett Grisman együtteséből felvenni az Acoustics című dzsessz-ihlette albumot. Aztán a „Manzanita” című bluegrass és folk lemezt vette fel. Az ezt követő albumain ötvözte a bluegrassz és dzsessz- gitárjátékot, valamint Ian Tyson, Joni Mitchell, Phil Ochs, Tom Paxton, Bob Dylan, Gordon Lightfoot és Mary Chapin Carpenter dalszerzői munkáit.
1984-től kezdődően Rice négy albumon működött együtt a bluegrass bendzsófenoménnal, Béla Fleckkel (Double Time, 1984), Drive (1988), Tales from the Acoustic Planet (1995), The Bluegrass Sessions: Tales from the Acoustic Planet, Vol. 2 (1999).
Rice énekhangja gazdag, jellegzetes bariton volt. Azonban 1994-ben izomfeszültségnek nevezett rendellenességet diagnosztizáltak nála, és ennek következtében kénytelen volt abbahagyni az élő előadásokon való éneklést. Egy 2014-es „teniszkönyök”-diagnózis fájdalmassá tette a gitározását is. Az utolsó élő gitárfellépése akkor volt, amikor 2013-ban beiktatták a Nemzetközi Bluegrass Zenei Hírességek Csarnokába. 2015-ben azt mondta: „Nem fogom kockáztatni, hogy újra kimenjek és fellépjek az emberek előtt, amíg nem tudom őket olyan módon szórakoztatni, ami leveszi róluk a mindennapi élet nehézségeit, porát, göröngyeit.”
Tony Rice életrajzát („Still Inside: The Tony Rice Story”) Tim Stafford és a Hawaii-on élő újságíró, Caroline Wright írta meg.

## Albumok
- 1977: Tony Rice
- 1979: Acoustics
- 1979: Manzanita
- 1979: Hot Dawg (és David Grisman)
- 1980: Mar West (és Tony Rice Unit)
- 1980: Skaggs & Rice (és Ricky Skaggs)
- 1981: Bluegrass Album (és Bluegrass Album Band)
- 1981: Still Inside (és Tony Rice Unit)
- 1982: Backwaters (és Tony Rice Unit)
- 1982: Bluegrass Album, Vol. 2 (és Bluegrass Album Band)
- 1983: Bluegrass Album, Vol. 3 (és Bluegrass Album Band)
- 1983: Church Street Blues
- 1984: Bluegrass Album, Vol. 4 (és Bluegrass Album Band)
- 1984: Cold on the Shoulder
- 1986: Me & My Guitar
- 1987: Devlin (és Tony Rice Unit)
- 1987: Blake & Rice
- 1987: Norman Blake and Tony Rice 2 (és Norman Blake)
- 1988: Native American
- 1989: Bluegrass Album, Vol. 5 (és Bluegrass Album Band)
- 1992: The Rice Brothers (és The Rice Brothers)
- 1993: Plays and Sings Bluegrass
- 1994: Tone Poems (és David Grisman)
- 1994: Crossings
- 1994: The Rice Brothers 2 (és The Rice Brothers)
- 1995: River Suite for Two Guitars (és John Carlini)
- 1996: Sings Gordon Lightfoot
- 1996: Bluegrass Album, Vol. 6 (és Bluegrass Album Band)
- 1997: Out of the Woodwork (és Rice, Rice, Hillman & Pedersen)
- 1999: Rice, Rice, Hillman & Pedersen (és Rice, Rice, Hillman & Pedersen)
- 2000: Unit of Measure (és Tony Rice Unit)
- 2000: The Pizza Tapes (és David Grisman & Jerry Garcia)
- 2001: Runnin’ Wild (és Rice, Rice, Hillman & Pedersen)
- 2003: The Bluegrass Guitar Collection
- 2004: You Were There for Me (és Peter Rowan)
- 2007: Quartet (és Peter Rowan)
- 2008: Night Flyer: The Singer Songwriter Collection

## Díjak
- 2013: International Bluegrass Music Hall of Fame(wd)
- 1983: Grammy-díj: Best Country Instrumental Performance: The New South, Fireball)

### International Bluegrass Music Awards (IBMA)
- Instrumental Group of the Year: Bluegrass Album Band (1990)
- Instrumental Performer of the Year, Guitar (1990, 1991, 1994, 1996, 1997, 2007)
- Instrumental Group of the Year: The Tony Rice Unit (1991, 1995)
- Instrumental Album of the Year: Bluegrass Instrumentals, Volume 6 (Rounder); Bluegrass Album Band (1997)
- Hall of Fame Inductee (2013)